# Ocreatus peruanus
El colibrí de raquetas peruano, colarraqueta peruana o colibrí cola de raqueta peruano (Ocreatus peruanus) es una especie de ave apodiforme de la familia Trochilidae, anteriormente considerada una subespecie de Ocreatus underwoodii. Es nativo de regiones andinas del centro oeste de América del Sur.

## Distribución y hábitat
Se distribuye a lo largo de la pendiente oriental de la cordillera de los Andes desde el sur de Colombia (oeste de Putumayo, al sur del alto río Caquetá), este de Ecuador y este de Perú al sur hasta Huánuco (valle del Huallaga).
Esta especie es considerada muy común en su hábitat natural, las selvas húmedas montanas de la pendiente oriental de los Andes, en altitudes entre 1000 y 2400 m.

## Sistemática

### Descripción original
La especie O. peruanus fue descrita por primera vez por el naturalista británico John Gould en 1849 bajo el nombre científico Spathura peruana; su localidad tipo es: «Moyobamba, Perú».

### Etimología
El nombre genérico masculino «Ocreatus» en latín significa ‘de botas’; y el nombre de la especie «peruanus», se refiere a la localidad tipo, Perú.

### Taxonomía
La presente especie fue tradicionalmente tratada como una subespecie de Ocreatus underwoodii hasta que estudios comprobaron que las diferencias morfológicas y comportamentales justificaban su separación como especie plena. Las principales clasificaciones reconocieron esta separación. Sin embargo, el Comité de Clasificación de Sudamérica (SACC) rechazó la separación en la Propuesta No 989 principalmente debido a la falta de análisis vocales y genéticos que la justifiquen.